# Elasmus picturatus
Elasmus picturatus är en stekelart som beskrevs av Girault 1915. Elasmus picturatus ingår i släktet Elasmus och familjen finglanssteklar. Inga underarter finns listade i Catalogue of Life.